# Уирт, Спенсер
Спе́нсер Уи́рт (англ. Spencer Weart, род. 1942, Детройт, США) — физик и историк физики. В 1974—2009 годах являлся директором Центра истории физики Американского института физики. Автор нескольких популярных книг.

## Биография

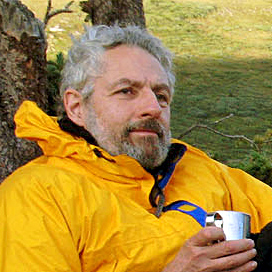

Родился в 1942 году в Детройте, США. Окончил Корнеллский университет в 1963 году с дипломом бакалавра. Получил диплом доктора философии по физике и астрофизике в Колорадском университете в Боулдере в 1968 году. После получения диплома три года работал в Калтехе, где преподавал физику, а также занимался исследованиями солнечной атмосферы.
В 1971 году сменил род своей деятельности, поступив учиться в аспирантуру исторического факультета Калифорнийского университета в Беркли. С 1974 по 2009 годы занимал должность директора Центра истории физики Американского института физики.

## Награды
- 1994 — Премия Эндрю Геманта, Американский институт физики
- 2015 — Премия Абрахама Пайса в области истории физики
- NCSE Friend of the Planet Award (2020)